# 中村光男 (文化人類学者)
中村 光男（なかむら みつお、1933年10月19日 - ）は、日本の文化人類学者、千葉大学名誉教授。東南アジアのイスラーム、特にインドネシアのイスラーム社会運動の研究者として国際的にも著名。

## 来歴・人物
旧関東州大連市生まれ。父中村繁次は満州電業技師、のち北満支社長、戦犯としてソ連に抑留、20年の重労働刑、1955年帰国後、キリスト教牧師となる。家族は敗戦後1947年まで、中国東北部長春市で過ごした。1947年8月東京に引き揚げ。
1949年東京都立国立中学校卒業、1952年東京都立新宿高等学校卒業を経て、同年、東京大学入学。中学・高校時代より、青年共産同盟（青共）に加入、わだつみ会、反戦学生同盟で活動。1953年東京大学教養学部自治会副委員長。1955年以降、日本共産党六全協後の沈滞した学生運動の再建に努力。1956年、全学連中央執行委員、1956-1958年 日本反戦学生同盟（AG＝アー・ジェー）を再建、全国委員長。1958年反戦学同を社会主義学生同盟（社学同）に発展的解消、初代委員長となる。同年末共産主義者同盟（ブント）創立に参加、1960年安保闘争の後まで、新左翼運動の活動家として活躍した。
1960年、東京大学文学部哲学科卒業後、文化人類学に専攻を転じ、1965年、東京大学大学院より修士号取得、同年フルブライト奨学生として、アメリカ・コーネル大学に留学。インドネシアのイスラーム近代主義運動「ムハマデイヤー」に関する現地調査（1970−1972年）に基づき博士論文作成、1976年、コーネル大学からPh.Dを取得。

## 職歴
南オーストラリア・アデレード大学人類学部シニア・ティーチング・フェロー(1974-1975年)を経て、ジャカルタのインドネシア社会科学研修センターのリサーチ・アソシエイト（1976−1977年）、オーストラリア国立大学アジア太平洋研究所客員研究員（1978−1981年）、ハーヴァード大学世界宗教研究所客員研究員（1981-1982年）、オーストラリア国立大学アジア研究学部客員研究員（1982年）を務め、1983年より千葉大学文学部行動科学科教授、1993年ハーヴァード大学中東研究センター客員研究員（フルブライト・シニアフェロー）。
1999年、千葉大学を定年退職。同大学名誉教授となる。2001年中央大学総合政策研究大学院客員教授。2004年、ハーヴァード大学中東研究センター客員研究員。

## 受賞
- 1998年インドネシア共和国駐日大使より日イ友好感謝状。
- 2017年9月28日、インドネシア政府教育文化大臣より「文化功労賞」を授与される[5]。
- 2017年11月18日、ムハマデイヤーより「ムハマデイヤー賞」を授与される。

## 社会的活動
- 1999年日本政府派遣インドネシア総選挙監視団副団長。
- 2001-2002年日本国際協力銀行(JBIC)国際審査部シニア・リサーチ・アドヴァイザー。
- 2004年インドネシア総選挙大統領選挙国際監視団に参加[6]。

## 著書

### 単著
- Agama dan Lingkungan Kultural Indonesia （「インドネシアの宗教と文化的環境」）、Surakarta: Haspara, 1979.
- Tradisionalisme Radikal: NU di Indonesia (「ナフダトウール・ウラマーの根源的伝統主義」)、Surakarta: Haspara, 1982.
- The Crescent Arises over the Banyan Tree: A Study of the Muhammadiyah Movement in a Central Javanese Town, Yogyakarta: Gadjah Mada University Press, 1983.（博士論文改訂版）
- 『インドネシアの宗教・民族・社会問題と国家再統合への展望』、日本国際協力銀行（JBIC） Research Paper No. 25,2003年。
- Islam and Democracy in Indonesia: Observations on the 2004 General and Presidential Elections, Islamic Legal Studies Program, Harvard Law School, Occasional Publication No. 6, 2005.
- The Crescent Arises over the Banyan Tree: A Study of the Muhammadiyah Movement in a Central Javanese Town, c. 1910s-2010 (2nd Enlarged Edition), Singapore: Institute of Southeast Asian Studies, 2012.

### 共著
- 『日本の学生運動――その理論と歴史』（東大学生運動研究会／門松曉鐘（廣松渉）、伴野文夫共著）、新興出版社、1956年。
- RELIGION AND SOCIAL ETHOS IN INDONESIA, with Benedict Anderson and Mohamed Slamet, Melbourne: Centre of Southeast Asian Studies, Monash University, 1977.

### 編著
- 『全ジャワ回教状況調査書』（治集団司令部昭和18年）、龍渓書舎（復刻版）、1991年。
- 『反戦旗情報・理論戦線／ブント（共産主義者同盟）の思想２』、批評社、1996年。

### 共編著
- 『現代イスラム小事典』片倉もとこ共編（エッソ石油）、1987年。
- 『東南アジアのイスラム――教育、農村、海洋民』早瀬晋三共編、鹿児島大学南太平洋海域研究センター、1991年。
- ISLAM AND CIVIL SOCIETY IN SOUTHEAST ASIA, Edited with Sharon Siddique and Omar Farouk Bajunid, Singapore: Institute of Southeast Asian Studies, 2001.
- 『イスラーム世界事典』片倉もとこ、加賀谷寛、後藤明、内藤正典共編、明石書店、2002年。

### 訳書
- 『インドネシア歴史と現在――学際的地域研究入門』、ジョン・Ｄ・レッグ著、サイマル出版会、1984年。

### 監訳書
- 『インドネシア農村社会の変容』セロ・スマルジャン、ケンノン・ブリージー著、青木武信他共訳、明石書店、2000年。
- 『インドネシア改革闘争記』セロ・スマルジャン著、青木武信他共訳、明石書店、2003年。

### 主要論文／エッセイ
- 「歌と踊りと愚民政策――いわゆる活動家諸君に提言する」、『東京大学教養学部新聞』第47号、1955年9月5日。
- 「学生運動以後」『思想の科学』、1964年7月号。（島成郎監修、高沢皓司編集『戦後史の証言・ブント』批評社1999年に再録。）
- “General Imamura and the Early Period of Japanese Occupation in Indonesia”, INDONESIA (Cornell Modern Indonesia Project), No. 10 (1970).
- “Masalah Gerakan Islam di Kotagede [Problem of Islamic Movement in Kotagede]”, Brosur Lebaran, No. 9 , AMM Kotagede, 1391H/1971M.
- “The Reformist Ideology of Muhammadiyah,”in James Fox (ed.), Indonesia: The Making of Culture, Canberra: The Australian National University, 1980.
- “Traditional Radicalism of Nahdlatul Ulama in Indonesia: A Personal Account of its 27th National Congress, June 1979, Semarang,”『東南アジア研究』第19巻2号、1981年、京都大学東南アジア研究センター。
- “Sufi Elements in Muhammadiyah?: Notes from Field Observation.” Prisma IX, No.8 (1980), LP3ES.
- “The Cultural and Religious Identity of Javanese Muslims: The Case of the Muhammadiyah.”Prisma, No.31 (1984), LP3ES.
- 「文明の人類学再考――イスラーム文明の場合」、伊藤亜人他編『現代の社会人類学』第3巻、東京大学出版会、1987年。
- 「東南アジアにおけるイスラームの受容と展開――ハムザー・ファンスリー試論」、岩波講座東洋思想第3巻井筒俊彦編『イスラーム思想』、1989年。
- 「文化人類学と地域研究」、中島嶺雄／チャルマーズ・ジョンソン編『地域研究の現在』、大修館書店、1989年。
- 「ココ[スジャトモコ]追想」、『南方文化』第１８巻（1991年）、天理南方文化研究会。
- 「ギアツの過ちは祝福されるべきか――民族誌における真理と倫理」『民族学研究』第56巻1号、1991年。
- “Islamic Higher Education in Indonesia,” (with Setsuo Nishino), in Albert H. Yee (ed.), East Asian Higher Education: Tradition and Transformation, Oxford: Pergamon, 1993.
- 「インドネシアにおける新中間層の形成とイスラームの主流化――ムスリム知識人協会結成の社会的背景」、講座現代アジア第3巻、荻原宣之編『民主化と経済発展』、東京大学出版会、1994年。
- 「東南アジアのイスラーム復興――日本にとって脅威か、共栄のパートナーか？」、『海外事情』拓殖大学海外事情研究所、1997年。
- 国立国会図書館 憲政資料室 中村光男氏旧蔵反戦学生同盟関係資料(2,224点)、1998年。
- 「最終講義『イスラームと市民社会――21世紀市民社会への展望／東南アジアからの視角』、千葉大学『人文研究』第30号（2001年）。
- “Muhammadiyah faces the challenge of democracy”, in Muhammadiyah Menjemput Perbahan [Muhammadiyah faces change], Mukhaer Pakkanna & Nur Achmad (eds.), P3SE STIE Ahmad Dahlan & Penerbit Buku Kompas, 2005.

### 事典等寄稿
『東南アジアを知る事典』（平凡社1988）、『インドネシアを知る事典』（同朋舎1991）、『戦後史大事典』（三省堂1991）、『国際教育事典』（アルク1991）、『大衆文化事典』（弘文堂1991）、『事典イスラームの都市性』（亜紀書房1992）、『文化人類学事典』（弘文堂1994）、『世界民族事典』（平凡社1995）、『世界文学事典』（集英社1998）、『岩波イスラーム辞典』（岩波書店2002）、The Oxford Encyclopedia of Modern Islamic World (Oxford University Press 1995)、The Encyclopedia of Islam (Brill 2014)。